# Dallas Mavericks 1989-1990
La stagione 1989-1990 dei Dallas Mavericks fu la 10ª nella NBA per la franchigia.
I Dallas Mavericks arrivarono terzi nella Midwest Division della Western Conference con un record di 47-35. Nei play-off persero al primo turno con i Portland Trail Blazers (3-0).

## Risultati
| Squadra                | V  | P  | %    | GB |
| ---------------------- | -- | -- | ---- | -- |
| San Antonio Spurs      | 56 | 26 | 68,3 | -  |
| Utah Jazz              | 55 | 27 | 67,1 | 1  |
| Dallas Mavericks       | 47 | 35 | 57,3 | 9  |
| Denver Nuggets         | 43 | 39 | 52,4 | 13 |
| Houston Rockets        | 41 | 41 | 50,0 | 15 |
| Minnesota Timberwolves | 22 | 60 | 26,8 | 34 |
| Charlotte Hornets      | 19 | 63 | 23,2 | 37 |

## Roster
| N° | Naz.                   | Ruolo | Sportivo         | Anno | Alt. | Peso |
| -- | ---------------------- | ----- | ---------------- | ---- | ---- | ---- |
| 2  | Stati Uniti (bandiera) | G     | Steve Alford     | 1964 | 188  | 83   |
| 4  | Stati Uniti (bandiera) | GA    | Adrian Dantley   | 1956 | 196  | 94   |
| 5  | Stati Uniti (bandiera) | G     | Kelvin Upshaw    | 1963 | 188  | 82   |
| 7  | Stati Uniti (bandiera) | A     | Bob McCann       | 1964 | 198  | 111  |
| 10 | Stati Uniti (bandiera) | G     | Mark Wade        | 1965 | 180  | 73   |
| 12 | Stati Uniti (bandiera) | G     | Derek Harper     | 1961 | 193  | 84   |
| 15 | Stati Uniti (bandiera) | G     | Brad Davis       | 1955 | 191  | 82   |
| 21 | Stati Uniti (bandiera) | GA    | Anthony Jones    | 1962 | 198  | 88   |
| 22 | Stati Uniti (bandiera) | G     | Rolando Blackman | 1959 | 198  | 86   |
| 23 | Canada (bandiera)      | C     | Bill Wennington  | 1963 | 213  | 111  |
| 32 | Stati Uniti (bandiera) | AC    | Herb Williams    | 1958 | 208  | 110  |
| 33 | Stati Uniti (bandiera) | A     | Randy White      | 1967 | 203  | 109  |
| 40 | Stati Uniti (bandiera) | C     | James Donaldson  | 1957 | 218  | 125  |
| 42 | Stati Uniti (bandiera) | AC    | Roy Tarpley      | 1964 | 211  | 107  |
| 44 | Stati Uniti (bandiera) | AC    | Sam Perkins      | 1961 | 206  | 107  |

## Staff tecnico
- Allenatori: John MacLeod (5-6) (fino al 29 novembre)[1], Richie Adubato (42-29)
- Vice-allenatori: Richie Adubato (fino al 29 novembre), Gar Heard, Clifford Ray
- Preparatore atletico: Doug Atkinson